# Michael Tarver
Tyrone Evans (8 de marzo de 1977) es un luchador profesional estadounidense conocido por su trabajo en la WWE bajo el nombre de Michael Tarver. Evans fue uno de los participantes de la primera temporada de WWE NXT a principios de 2010.

## Carrera

### Pro Wrestling Xpress (2005–2008)
Evans, bajo su nombre real, hizo su debut profesional el 19 de febrero de 2005, donde derrotó a Brandon X en un combate del evento Pro Wrestling Xpress' Burgh Brawl. Poco después de su debut, derrotó a Daron Smythe por el Campeonato de Puño de Acero del territorio el 2 de abril. Tras retener el campeonato frente a Smythe en una revancha el 16 de abril, Evans comenzó un feudo con Scott Venom por el campeonato, derrotándolo el 14 de mayo reteniéndo el título. Dos semanas más tarde, los dos tuvieron una revancha por el título, esta vez en un no disqualification match, que Evans también ganó. El 11 de junio, Venom derrotó a Evans por el Campeonato de Puño de Acero.
Después de perder el título, Evans desafió a Brandon K por el Campeonato Peso Pesado del territorio el 8 de septiembre de 2006, pero no tuvo éxito. El 22 de septiembre, luchó en su último combate con PWX perdiendo frente a Chris Taylor en un three-way match donde también participaba Kano.

### World Wrestling Entertainment / WWE (2008–2011)
En 2008, Evans firmó un contrato WWE y fue asignado a Florida Championship Wrestling (FCW), un territorio de desarrollo de la WWE. En WrestleMania XXIV hizo una aparición como guardaespaldas de Floyd Mayweather en su lucha contra el The Big Show. Evans debutó en el primer episodio de WWE NXT bajo el nombre de Michael Tarver, con la tutela de Carlito. En la edición del 11 de mayo de NXT fue eliminado junto a Daniel Bryan y Skip Sheffield.Tarver fue eliminado debido a un comentario hecho la semana pasada al igual que Bryan.
El 7 de junio en RAW, debutó junto al resto de los participantes de la 1º temporada de NXT en la lucha entre el campeón de la WWE John Cena y CM Punk. Barrett dirigió el ataque contra Cena, Punk y el personal de la WWE.El 14 de junio, él junto al resto de The Nexus explicaron sus acciones como retribución por el mal trato que recibieron de la administración de la empresa durante NXT y exigieron contratos con la WWE. Bret Hart, en ese momento General Mánager de RAW, no aceptó la demanda. Como venganza contra Hart, The Nexus atacaron a Hart, subiéndole a una limusina y chocándola contra otros coches, quitándole del programa. En Fatal 4-Way, The Nexus interfirieron en la lucha por el Campeonato de la WWE, atacando al Campeón Cena, Edge y Randy Orton, haciendo que el cuarto paricipante, Sheamus, usara la intervención para ganar la lucha y el título de la WWE.
El 21 de junio, el presidente de la WWE, Vince McMahon, despidió a Bret Hart, y nombró un nuevo General Mánager, quien optó por permanecer anónimo. El General Mánager inmediatamente les dio contratos a The Nexus. Sin embargo esa misma noche, atacaron a Mr. McMahon.
En SummerSlam su equipo The Nexus perdió contra el Team WWE. El 16 de agosto en RAW derrotó a Daniel Bryan manteniéndose en el grupo, pero fue expulsado luego de ser atacado por el nuevo miembro del grupo, John Cena el 4 de octubre. Desde ese momento, desapareció del programa. Luego hizo una breve aparición en el SmackDown! del 21 de enero cuando Theodore Long fue atacado y llevado al hospital, al parecer atacado por el nuevo equipo de SmackDown! llamado The Corre liderado por el exlíder de The Nexus Wade Barrett, después el 24 de enero en RAW hizo otra pequeña aparición en backstage, desde ese entonces solo realizaba apariciones en FCW derrotando rivales como Big E Langston. El 13 de junio fue liberado de su contrato.

### Circuito independiente (2011–presente)
Tras ser despedido de la WWE, empezó a trabajar bajo su verdadero nombre en la promoción Florida Underground Wrestling. El 20 de marzo de 2012, derrotó a Eddie Taurus, ganando el vacante Campeonato Bruiserweight de la FUW.
En 2018, formó equipo con sus excompañeros de The Nexus Fred Rosser (Darren Young) y PJ Black (Justin Gabriel) para participar en el torneo de Chikara King of Trios, nombrados como The Nexus Alliance, en la primera ronda derrotaron a The Regime, pero en la siguiente fueron eliminados por Raiders of the Beyond.

## En lucha
- Movimientos finales
  - 1.9 (Superman punch)[7]
  - Kill Shot[8] (Righ-handed knockout punch)[9][10]
  - Tarver's Lightning[11] (Reverse swing snap scoop slam)[12] - 2009-presente

- Movimientos de firma
  - Múltiples jabs[11]
  - Overhead belly to belly suplex[11]

- Managers
  - Carlito
  - Byron Saxton

## Campeonatos y logros
- Florida Underground Wrestling
  - FUW Bruiserweight Championship (1 vez, actual)

- Main Event Wrestling League
  - MEWL Heavyweight Championship (1 vez)

- Pro Wrestling Xpress
  - PWX Brass Knuckles Championship (1 vez)[13]
- World Wrestling Entertainment
  - Slammy Award (1 vez)
    - Shocker of the Year (2010) The debut of The Nexus[14]

- Pro Wrestling Illustrated
  - Situado en el Nº343 en los PWI 500 de 2010[15]
  - Situado en el Nº132 en los PWI 500 de 2011[16]
  - Situado en el Nº297 en los PWI 500 de 2013[17]